# The Quiet Zone/The Pleasure Dome
Albums de Van der Graaf
World Record
(1976) Vital
(1978)
The Quiet Zone/The Pleasure Dome est le huitième album du groupe de rock progressif britannique Van der Graaf Generator (rebaptisé Van der Graaf), sorti en 1977. Il marque le retour du premier bassiste du groupe, Nic Potter, et l'arrivée du violoniste Graham Smith.
Cette œuvre est conçue comme deux albums distincts, The Quiet Zone et The Pleasure Dome, chacun correspondant à une face du vinyle original et possédant sa propre pochette.

## Titres
Toutes les chansons sont de Peter Hammill, sauf indication contraire.

### Face 1:The Quiet Zone
1. Lizard Play – 4:29
2. The Habit of the Broken Heart – 4:40
3. The Siren Song – 6:04
4. Last Frame – 6:13

### Face 2:The Pleasure Dome
1. The Wave – 3:14
2. Cat's Eye / Yellow Fever (Running) (Peter Hammill, Graham Smith) – 5:20
3. The Sphinx in the Face – 5:58
4. Chemical World – 6:10
5. The Sphinx Returns – 1:12

### Titres bonus
L'album a été réédité en 2005 avec trois titres bonus. Ship of Fools est paru en face B du single Cat's Eye.
1. Door – 3:23
2. The Wave (démo instrumentale) – 3:03
3. Ship of Fools – 3:43

## Musiciens
- Van der Graaf :
  - Peter Hammill : chant, guitare, piano
  - Nic Potter : basse
  - Graham Smith : violon
  - Guy Evans : batterie, percussions
- Autre musicien :
  - David Jackson : saxophone sur The Sphinx in the Face et The Sphinx Returns